# Ted Gärdestad
Ted Gärdestad (18 de Fevereiro de 1956 — Sollentuna,22 de Junho de 1997) foi um cantor, compositor e músico sueco.
Ele e o seu irmão Kenneth escreveram várias canções muito populares na Suécia, como "Jag vill ha en egen måne" "Satellit" e "Sol vind och vatten". No final da década de 1970 era o cantor mais popular do seu país, só ultrapassado pelos ABBA. No Festival Eurovisão da Canção 1979, representou a Suécia com o tema "Satellit", mas não teve sucesso, terminando em décimo sétimo lugar e  apenas oito pontos.
Ted envolveu-se depois nos princípios de Osho, considerados por muitos como um culto. Foi nesta altura, que se tornaram aparentes os seus problemas mentais. Mais tarde , foi injustamente apontado como suspeito da morte de Olof Palme o que lhe terá agravado a sua situação mental. A sua morte é considerada como suicídio, por Ted se encontrar a correr em frente de um comboio que o trucidou. O seu irmão Kenneth mais tarde falou à imprensa e escreveu um livro sobre os problemas mentais do seu irmão nos últimos anos da sua vida. Ficou convencido que o seu irmão sofria de esquizofrenia.

## Discografia

### Álbuns
- Undringar (1972)
- Ted (1973)
- Upptåg (1974)
- Franska kort (1976)
- Blue Virgin Isles (1978)
- Stormvarning (1981)
- Kalendarium (1993)
- Äntligen på väg (1994)
- Solregn (2001) (CD-Box)
- Droppar av solregn (2002)
- 15 klassiker 1972-1981 (2003)
- Sol Vind & Vatten - Det bästa (2004)
- Fånga en ängel - En hyllning till Ted Gärdestad (2004)
- Ted Gärdestad 18 ballader (2005)

### Singles
- Jag vill ha en egen måne (1972)
- Jag ska fånga en ängel (1973)
- Oh, vilken härlig da' (1973)
- Sol, vind och vatten (1973)
- Eiffeltornet (1974)
- Rockin' 'n' reelin' (1975)
- Angela (1976)
- Chapeau-Claque (1976)
- Satellit (1979)
- Låt solen värma dig (1980) (com Annika Boller)
- Låt kärleken slå rot (1981)
- Himlen är oskyldigt blå (1993)
- För kärlekens skull (1993)
- Ge en sol (1994)

## Filmografia
- En småstad vid seklets början (1966)
- Story of a Woman (1968)
- Stenansiktet (1973)